# Driving in the silence
《Driving in the silence》是坂本真绫的第3张概念專輯。2011年11月9日由flying DOG发行。

## 概要
2011年發行的第二張專輯。以概念專輯而言，距前作《30minutes night flight》睽違了4年3個月發行。單以專輯而言，距上作《You can't catch me》僅間隔了十個月左右。
本作以「冬」為概念專輯的主軸，收錄的全部曲目皆為環繞冬天意象的聖誕歌曲。同時，本作也與第19張單曲《BUDDY》、第20張單曲接連發售，總計發行的13首全新歌曲，也反映了坂本所言「討厭安穩下來」（落ち着いちゃうのは嫌だ）的心情及積極態度。。同時，由於收錄的歌曲皆是專門為了本作所製作的曲子，因此沒有收錄單曲中的作品。
專輯封面設計，以概念主軸「冬」為基底，坂本自己所看見的「冬景色」為主題。
專輯第八軌收錄的曲子，是繼精選輯《everywhere》所收錄的「everywhere」以來，坂本自己同時擔任作詞及作曲的工作。
2011年9月30日、本作與第19張單曲《BUDDY》及第20張單曲的發售紀念而架設的網站開放了。10月18日本作的印象影片及收錄歌曲「Driving in the silence」、「Sayonara Santa」、「Melt the snow in me」、開放了觀看及試聽。。
關於本作的創作，坂本於訪談中提到：「我想像著，像是在暖爐的旁邊與家人度過的安靜聖誕夜一般，如果能同時感覺到冬天的寒冷與溫暖那就太好了」。

### 紀錄
統計至2011年11月21日為止的公信榜週間排行榜中獲得第三名，初動銷售量為1.7萬張，自第六張原創專輯以來，連續四張專輯進入公信榜前三名，同時也是坂本第一張進入前三名的概念專輯。
在公信榜專輯單日排行榜中，11月8日第2名、11月9日第3名、11月10日第3名、11月11日第5名、11月12日第4名，連續五日皆進入了公信榜前五名。
11月底結算獲得了月間排行榜第19名，推定總銷售量為2.1萬張，繼第七張專輯《You can't catch me》以來連續兩張專輯進入公信榜月間排行榜，同時本作也於公信榜的月間動畫音樂排行榜獲得第三名。

## 評論
hotexpress的山本純如此評論：「將冬天的寂靜以及空氣等冬日獨特的情景、香氣與聲音調和的絕妙作品。。

## 收录曲
（全編曲：河野伸）
1. Driving in the silence [2:23]
作詞：坂本真綾、作曲：柴草玲
2. Sayonara Santa [3:39]
作詞：坂本真綾、作曲：Rasmus Faber・Frida Sundemo
3. Melt the snow in me [3:53]
作詞・作曲：Rasmus Faber・Frida Sundemo
4. homemade Christmas [4:40]
作詞：坂本真綾、作曲：江口亮
5. [4:25]
作詞：坂本真綾、作曲：永野亮
6. [4:13]
作詞：坂本真綾、作曲：永野亮
7. 極夜 [5:45]
作詞：坂本真綾、作曲：Rasmus Faber・Frida Sundemo
8. [5:16]
作詞・作曲：坂本真綾
9. Driving in the silence -reprisel- [0:46]
作詞：坂本真綾、作曲：柴草玲

DVD（附於初回限定盤中）
1. Driving in the silence
2. Sayonara Santa
3. Driving in the silence-reprise-

## 註解
1. ↑  . ナタリー. 2011-10-19  [2012-03-11]. （原始内容存档于2011-12-24） （日语）.
2. ↑  . ナタリー. 2011-09-30  [2012-03-11]. （原始内容存档于2011-12-21） （日语）.
3. ↑  . ナタリー. 2011-10-18  [2012-03-11]. （原始内容存档于2011-12-21） （日语）.
4. ↑  . 官方訪談. JVC Entertainment（日语：JVCエンタテインメント）.   [2012-03-11]. （原始内容存档于2016-03-07） （日语）.
5. ↑  . hotexpress. 2011-11-09  [2012-03-11]. （原始内容存档于2016-03-05） （日语）.